# IC 3727/2
IC 3727/2 је галаксија у сазвијежђу Дјевица која се налази на листи објеката дубоког неба у Индекс каталогу.
Деклинација објекта је + 10° 54' 0" а ректасцензија 12h 45m 4,9s. Привидна величина (магнитуда) објекта IC 3727 износи 15,0 а фотографска магнитуда 16,0. IC 37272 је још познат и под ознакама UGC 7927, MCG 2-33-9, CGCG 71-28, VCC 2012.